# 합스부르크 네덜란드
합스부르크 네덜란드는 신성 로마 제국의의 합스부르크 가문의 지배를 받는 저지대 국가의 주권국들을 가리킨다. 합스부르크 네덜란드의 통치는 1482년에 시작되어 네덜란드 북부에서는 1581년에 그리고 남부에서는 1797년에 막을 내린다. 통치의 시작은 저지대 국가들의 통치자이자 신성 로마 황제 오스트리아의 막시밀리안 1세의 배우자인 발루아부르고뉴 가문의 마리 드 부르고뉴가 1482년에 사망한 데서 비롯했다. 이들의 손자인 신성 로마 황제 카를 5세가 합스부르크 네덜란드에서 출생했고 브뤼셀을 수도 중 하나로 삼았다.
1549년에 네덜란드 17주로 알려지게 된 이곳은 1556년부터 스페인계 합스부르크가가 보유함에 따라 이 시기부터 스페인령 합스부르크로 알려졌다. 1581년, 네덜란드 반란의 중심에 있던 일곱 연합주는 나머지에서 분리 독립하여 네덜란드 공화국을 형성하였다. 잔존 스페인령 남부 네덜란드는 라슈타트 조약에 따라 오스트리아가 획득하면서 1714년에 오스트리아령 네덜란드가 되었다. 사실상의 합스부르크 통치는 1795년 프랑스 제1공화국에 합병되면서 종결되었다. 그렇지만 오스트리아는 1797년 캄포포르미오 조약 때까지 이 지역에 대한 통치권을 포기하지 않았다.

## 지리
합스부르크 네덜란드는 1482년부터 1581년까지 저지대 국가 전체 (참조 오늘날 네덜란드, 벨기에, 룩셈부르크, 그리고 오늘날 프랑스 노르주와 파드칼레주 대부분)를 아우르는 지리-정치체이었다. 저지대의 북부는 배수와 범람을 조절을 하며 마침내 경작을 이루어내며 서기 1200년부터 성장하기 시작하였다. 인구는 늘어났고 홀란드 지방이 중요성을 띠게 되었다. 그 이전, 대도시들의 발전은 남부 지역에서 이뤄졌으며, 겐트, 브뤼주, 앤트워프, 브뤼셀, 루벤 등 모든 도시들이 북쪽의 어느 취락들보다도 규모가 컸었다. 저지대의 강은 동서로 흘렀고 북쪽에서는 남부의 영향력이 북부에 미치는 것을 차단하는 정치적·전략적 장벽이 되어 두 개의 별개의 정치 구역을 형성했다.

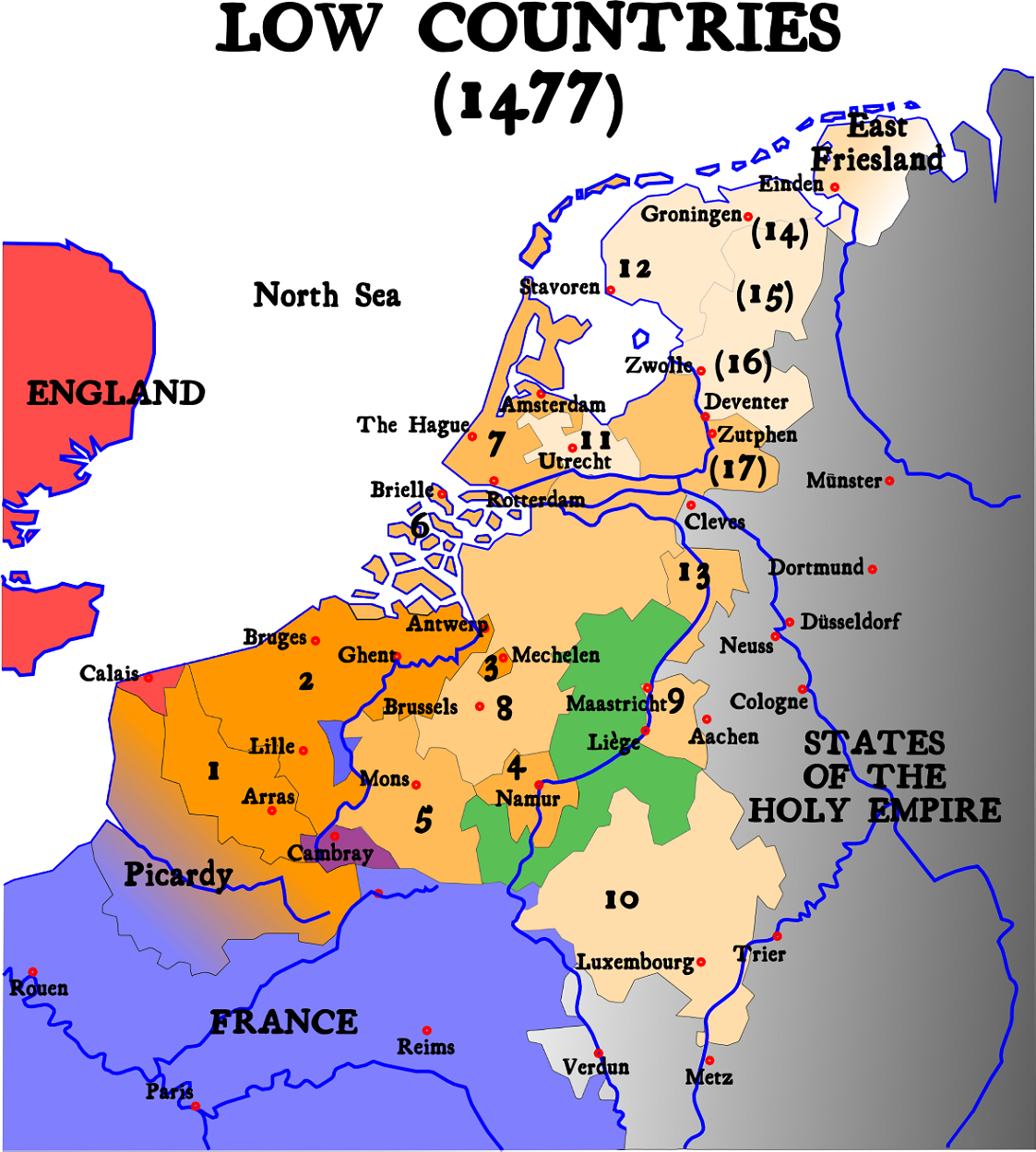
용담공 샤를 사망 시기 부르군트 네덜란드 (오렌지색)

이미 부르고뉴 공작 선량공 필리프 (1419–1467)의 신성 로마 제국 통치 하에 있던, 네덜란드의 지역들은 통합되기 시작하였으며, 그 이전에는 프랑스 또는 신성 로마 제국의 깃발 아래 부르고뉴의 봉신국으로서 분리되어 있었다. 이렇게 통합된 영지들에는 플랑드르, 아르투아, 메헬렌, 나뮈르, 홀란트, 제일란트, 에노, 브라반트, 림뷔르흐, 룩셈부르크 등이 있었다. 이 영지들은 발루아부르고뉴의 군주들에 의해 동군 연합 형태로 통치 받았고 합동 의회에 참석했다. 부르고뉴 영토의 중심지는 브라반트 공국으로, 부르군트 공작들은 브뤼셀에 궁전을 두었다.
필리프의 아들 용담공 샤를 (1467년–1477년) 역시 헬러와 쥣펀을 획득했고, 심지어는 자신의 딸 마리를 합스부르크가의 신성 로마 황제 프리드리히 3세의 아들 막시밀리안과 혼인시킴으로써 '왕'의 작위를 얻기를 바랐다. 이 시도가 실현되지 못하자, 그는 재앙적인 부르군트 전쟁을 일으켰고 낭시 전투 중 전사하고 말았다.

## 역사

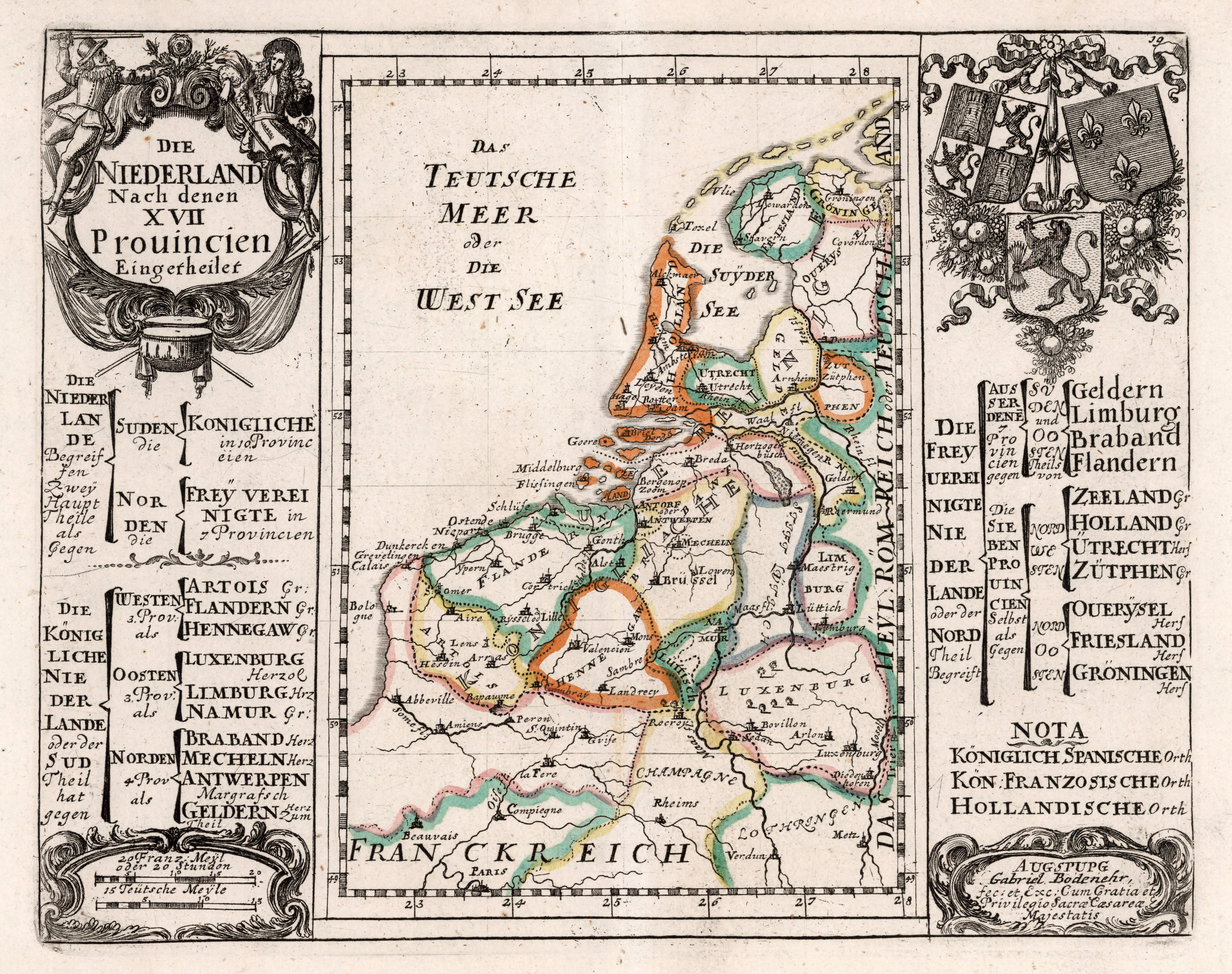
가브리엘 보데너르의 17주 지도

1482년에 부르고뉴의 마리가 사망하자, 부르고뉴령 네덜란드를 포함한 그녀의 상당한 영지는 아들인 미남왕 펠리페에게 넘겨졌으며, 펠리페는 카스티야의 이사벨 1세와 아라곤의 페르난도 2세의 딸인 카스티야의 후아나와 혼인했다. 아버지인 신성 로마 황제 막시밀리안 1세를 통해, 펠리페는 합스부르크가의 자손이었고, 따라서 합스부르크령 네덜란드의 시대가 시작되었다. 1481년–1492년 시기에 플랑드르 도시 반란과 위트레흐트 내전이 발발했었으나, 세기가 바뀔 무렵, 양 지역 모두 합스부르크 통치자들에 의해 평정되었다.
겐트에서 태어난 펠리페의 아들 카를는 6세 때인 1506년에 공작 지위를 아버지에게서 물려받았다. 카를의 조부 막시밀리안 1세 황제는 부르고뉴의 유산을 부르군트 관구에 편입시켰으며, 그 후 신성 로마 제국의 극서쪽 영토는 어느 정도의 자율성을 발전시켰다. 남편 사후 신경 쇠약을 겪던 어머니 후아나를 통해, 그는 카스티야 및 아라곤 등 스페인 왕국들과 신세계에 형성된 스페인 해외 영토들의 상속자이었다. 1515년에 성년에 도달하자, 카를은 토착 네덜란드인으로서 부르고뉴 유산을 지배하였다. 그는 오버레이설과 위트레흐트 주교령의 영토를 획득했고 (헬러 전쟁 참조), 작센 공작 게오르크한테서 프리슬란트를 매입했으며, 그로닝언과 헬데를란트 등을 회복했다. 카를의 17주는 1548년 부르군트 조약으로 재편성되었으며, 이에 따라 아우구스부르크 제국의회에 참석한 신성 로마 제국의 대표들은 네덜란드의 어느 정도 자치권을 승인했다. 1549년 국사조칙에 따라, 17주가 단일의 영주를 지닌 정체로서 성립되었다.
1555년과 1556년 사이 다수의 양위를 거쳐, 카를 5세는 합스부르크 가문을 오스트리아-독일 분가와 스페인 분가로 나누었다. 그의 동생인 페르디난트 1세는 suo jure에 따라 새로운 신성 로마 황제뿐만 아니라 오스트리아, 보헤미아, 헝가리의 군주가 되었다. 카를의 아들 펠리페 2세는 17주를 상속하였고 스페인 왕령지 (남부 이탈리아와 아메리카 대륙 영토 포함)로 통합시켰다. 스페인의 펠리페 2세 국왕은 전제 정치로 악명 높아졌고, 가톨릭의 박해는 네덜란드 반란과 이후 80년 전쟁의 도화선에 불을 붙였다. 스페인의 북부 주 지배는 점점 더 불안정해졌다. 1579년 북부 주는 개신교 계통의 위트레흐트 동맹이 자리 잡았으며, 이들은 1581년 철회령을 통해 일곱 저지대 연합 공화국이라는 이름으로 독립을 선포했다.
1581년 독립 이후, "'t Hof van Brabant" 라 불리던 남부 (플랑드르, 아르투아, 투르네, 캉브레, 룩셈부르크, 림뷔르흐, 에노, 나뮈르, 메헬렌, 브라반트, 상 헬러 등)는 프랑스 혁명 전쟁까지 합스부르크 가문에 남아 있었다. 1700년에 카를로스 2세가 자녀 없이 사망함에 따른 스페인계 합스부르크의 단절과 스페인 왕위 계승 전쟁 (1700–14년) 이후, 남부 주는 1715년 이후로 오스트리아령 네덜란드로 알려지게 되었다.

## 통치자
- 1482년–1506년 - 부르고뉴 공작 카스티야의 펠리페 1세가 아버지 막시밀리안 1세의 섭정으로서 (1482년–1493년), 그의 양할머니 요크의 마거릿이 총독으로서 (1489년–1493년)
- 1506년–1556년 - 카를 5세가 1519년부터 부르고뉴 공작, 신성 로마 황제로서
- 1556년–1581년 - 펠리페 2세가 스페인의 국왕으로서

네덜란드 지역은 총독 (스타트허우더 또는 란드보흐트)가 대신 통치:
- 1489년–1493년 -  부르고뉴 공작부인 요크의 마거릿
- 1506년–1507년 - 아르스홋 후작 빌럼 2세 판크로이
- 1507년–1530년 - 사보이아 공작부인 오스트리아의 마르가레테
- 1531년–1555년 - 헝가리의 마리아
- 1555년–1559년 - 사보이아 공작 에마누엘레 필리베르토
- 1559년–1567년 - 파르마의 마르게리타
- 1567년–1573년 - 제3대 알바 공작 페르난도 알바레스 데 톨레도
- 1573년–1576년 - 루이스 데 레케센스 이 수니가
- 1576년–1578년 - 돈 후안 데 아우스트리아
- 1578년–1592년 - 파르마 공작 알레산드로 파르네세. 1578년, 네덜란드 반란자들은 오스트리아 대공 마티아스를 총독으로 임명했으나, 1581년 철회령 이전까지 통치하지 못했다.
- 1685년–1692년 - 프란시스코 안토니오 데 아구르토 살세도 메드라노 수니가

## 깃발
스페인령 시대 기간 깃발은 부르고뉴 십자였을 것으로 추측된다. 80년 전쟁이라는 혼란의 시기가 끝난 후, 1713년경 남부 네덜란드는 스페인에서 분리되어 오스트리아에 속하게 되었고, 빨강, 흰색·금색의 세 가지 색이 동일한 폭의 가로 줄무늬로 이루어진 깃발을 채택했다. 작은 부르고뉴 십자가가 있었는데, 1781년에 그 위에 검은색 쌍두 독수리가 덧씌워졌다.

## 같이 보기
- 스페인령 네덜란드

## 참조
1. ↑  네덜란드어: Habsburgse Nederlanden; 프랑스어: Pays-Bas des Habsbourg, 라틴어 지칭어 벨기카(Belgica)